# Behnburg
Die Behnburg ist eine gänzlich abgegangene Befestigungsanlage bei Weiler in den Bergen, einem Stadtteil von Schwäbisch Gmünd im baden-württembergischen Ostalbkreis. Über die Geschichte der Anlage ist nichts bekannt; Überreste sind oberirdisch nicht vorhanden.

## Lage und Geschichte
Behnburg ist ein Flurname eines Bergsporns, etwa einen Kilometer südwestlich von Weiler in den Bergen.
Von der Burg haben sich keinerlei Reste erhalten. Es muss sie aber gegeben haben, denn unbewohnte Fluren erhielten nie einen Namen mit dem Suffix -burg. Nach der Beschreibung des Oberamts Gmünd gab es in Weiler in den Bergen ein Adelsgeschlecht, die in einem Festen Haus wohnten. Ein Teil des Dorfes gehörte außerdem den Herren von Rechberg. Weiterhin besaßen Patriziergeschlechter aus Schwäbisch Gmünd Besitztümer im Ort, etwa die Herren von Rinderbach, die Wolf (später geadelt als Wolf von Wolfsthal) und die Herren von Horkheim. Welches dieser Geschlechter die Burg einst besaß, wird sich auf Grund der dürftigen Quellenlage nicht mehr ermitteln lassen.